# Хазанов, Исаак Борисович
Исаак Борисович Хазанов (1928—1994) — советский учёный и инженер-конструктор, организатор производства в области ракетно-космической техники. Лауреат Государственной премии СССР (1985) и Премии Совета Министров СССР (1990).

## Биография
Родился 7 июля 1928 года в Киеве в семье одного из организаторов в области оборонной промышленности генерал-майора инженерно-артиллерийской службы Бориса Абрамовича Хазанова (1903—1995).

### Образование и начало деятельности
С 1949 года после получения высшего технического образования работал инженер-конструктором в системе оборонной промышленности. С 1957 года на научно-исследовательской работе в ЦНИИ-58 Государственного комитета по оборонной технике при СМ СССР под руководством В. Г. Грабина, работал в должности руководителя научно-экспериментального отдела. И. Б. Хазанов был участником разработки приборов для тактических ракетных
комплексов класса «земля-земля», в том числе зенитно-ракетного комплекса «Круг».

### Участие в создании ракетно-космической техники
С 1959 года И. Б. Хазанов был назначен руководителем Приборного цеха Второго производства по изготовлению космических аппаратов Завода № 88, был организатором производства наземного испытательного оборудования. С 1963 года — начальник Приборного производства, его производство занималось изготовлением наземных пультов, антенн, кабелей и рулевых машин для космических кораблей серии «Восток», серии аппаратов искусственного спутника Земли «Электрон», серии автоматических межпланетных станций для изучения Луны и космического пространства «Луна» и серии автоматических межпланетных станций для изучения Венеры и космического пространства «Венера», разведывательных космических аппаратов серии «Зенит», для космического комплекса Н1-Л3.
С 1966 по 1975 год — заместитель директора по производству и с 1975 по 1992 год — главный инженер Завода экспериментального машиностроения. Под руководством И. Б. Хазанова велись работы по созданию серии многоместных транспортных пилотируемых космических кораблей «Союз». И. Б. Хазанов был одним из организаторов производственных работ по созданию пилотируемых орбитальных станций «Салют» и «Мир» и для многоразовой транспортной космической системы «Энергия — Буран».
В 1985 году Постановлением ЦК КПСС и СМ СССР «За создание гибкого автоматизированного комплекса механической обработки деталей на базе фрезерных станков с программным управлением» И. Б. Хазанов был удостоен Государственной премии СССР в области науки и техники. В 1990 году «За создание и осуществление полёта многоразовой космической программы многоразовой транспортной космической системы „Энергия — Буран“» И. Б. Хазанов был удостоен Премии Совета Министров СССР.

### Смерть
Скончался 24 декабря 1994 года в Москве, похоронен на Троекуровском кладбище.

## Награды
- Государственная премия СССР (1985 — «За создание гибкого автоматизированного комплекса механической обработки деталей на базе фрезерных станков с программным управлением»[4])
- Премия Совета Министров СССР (1990 — «За создание и осуществление полёта многоразовой космической системы „Энергия — Буран“»)[1][2]